# Ukrainische Dynamische-Pyramide-Meisterschaft
Die ukrainische Dynamische-Pyramide-Meisterschaft ist ein zumeist jährlich ausgetragenes Billardturnier zur Ermittlung des nationalen Meisters der Ukraine in der Dynamischen Pyramide, einer Disziplin des Russischen Billards.
Rekordmeisterinnen sind mit jeweils drei Titeln Anna Kljestowa und Anastassija Kowalenko. Bei den Herren waren Andrij Kljestow und Jaroslaw Wynokur mit bislang jeweils zwei Siegen am erfolgreichsten.

## Herrenturnier

### Die Turniere im Überblick
| Jahr | Ukrainischer Meister                                       | Ergebnis                                                   | Finalist                                                   | Halbfinalisten 1                                           |
| ---- | ---------------------------------------------------------- | ---------------------------------------------------------- | ---------------------------------------------------------- | ---------------------------------------------------------- |
| 2008 | Jaroslaw Wynokur                                           | 6:2                                                        | Oleksandr Palamar                                          | Jehor Schukowskyj                                          |
| 2008 | Jaroslaw Wynokur                                           | 6:2                                                        | Oleksandr Palamar                                          | Serhij Zilyk                                               |
| 2009 | Jaroslaw Wynokur                                           | 6:3                                                        | Hlib Waschtschenkow                                        | Artur Skorochod                                            |
| 2009 | Jaroslaw Wynokur                                           | 6:3                                                        | Hlib Waschtschenkow                                        | Oleksandr Palamar                                          |
| 2010 | Jewhen Talow                                               | 6:2                                                        | Wadym Korjahin                                             | Andrij Senyk                                               |
| 2010 | Jewhen Talow                                               | 6:2                                                        | Wadym Korjahin                                             | Maksym Kolenko                                             |
| 2011 | Jaroslaw Tarnowezkyj                                       | 6:1                                                        | Serhij Petrasch                                            | Maksym Kolenko                                             |
| 2011 | Jaroslaw Tarnowezkyj                                       | 6:1                                                        | Serhij Petrasch                                            | Mychajlo Onyschtschenko                                    |
| 2012 | Pawlo Radionow                                             | 6:2                                                        | Maksym Jakowljew                                           | Iwan Pawenko                                               |
| 2012 | Pawlo Radionow                                             | 6:2                                                        | Maksym Jakowljew                                           | Wadym Korjahin                                             |
| 2013 | Stanislaw Tymtschij                                        | 6:1                                                        | Serhij Proschtschenko                                      | Maksym Potschinalin                                        |
| 2013 | Stanislaw Tymtschij                                        | 6:1                                                        | Serhij Proschtschenko                                      | Ihor Lytowtschenko                                         |
| 2014 | nicht ausgetragen                                          | nicht ausgetragen                                          | nicht ausgetragen                                          | nicht ausgetragen                                          |
| 2015 | Bohdan Rybalko                                             | 6:4                                                        | Illja Salnykow                                             | Dmytro Holodnjuk                                           |
| 2015 | Bohdan Rybalko                                             | 6:4                                                        | Illja Salnykow                                             | Pawlo Radionow                                             |
| 2016 | Jurij Smyrnow                                              | 6:3                                                        | Jaroslaw Tarnowezkyj                                       | Wladyslaw Kossohow                                         |
| 2016 | Jurij Smyrnow                                              | 6:3                                                        | Jaroslaw Tarnowezkyj                                       | Andrij Rodionow                                            |
| 2017 | Andrij Kljestow                                            | 6:2                                                        | Bohdan Rybalko                                             | Anatolij Menjuk                                            |
| 2017 | Andrij Kljestow                                            | 6:2                                                        | Bohdan Rybalko                                             | Oleksandr Haschko                                          |
| 2018 | Oleksandr Istomin                                          | 7:5                                                        | Andrij Kljestow                                            | Mykola Sajtschenko                                         |
| 2018 | Oleksandr Istomin                                          | 7:5                                                        | Andrij Kljestow                                            | Andrij Rodionow                                            |
| 2019 | Andrij Kljestow                                            | 6:5                                                        | Wladyslaw Denyssow                                         | Bohdan Schuhalej                                           |
| 2019 | Andrij Kljestow                                            | 6:5                                                        | Wladyslaw Denyssow                                         | Mykyta Adamez                                              |
| 2020 | nicht ausgetragen                                          | nicht ausgetragen                                          | nicht ausgetragen                                          | nicht ausgetragen                                          |
| 2021 | Mychajlo Larkow                                            | 6:5                                                        | Bohdan Rybalko                                             | Jaroslaw Tarnowezkyj                                       |
| 2021 | Mychajlo Larkow                                            | 6:5                                                        | Bohdan Rybalko                                             | Ihor Lytowtschenko                                         |
| 2022 | abgesagt aufgrund des russischen Überfalls auf die Ukraine | abgesagt aufgrund des russischen Überfalls auf die Ukraine | abgesagt aufgrund des russischen Überfalls auf die Ukraine | abgesagt aufgrund des russischen Überfalls auf die Ukraine |
| 2024 | Oleksandr Dychan                                           | 6:5                                                        | Andrij Rodionow                                            | Illja Nepyjpywo                                            |
| 2024 | Oleksandr Dychan                                           | 6:5                                                        | Andrij Rodionow                                            | Maksym Tschassownykow                                      |

### Rangliste
| Platz | Spieler              | Gold | Silber | Bronze |
| ----- | -------------------- | ---- | ------ | ------ |
| 1     | Andrij Kljestow      | 2    | 1      | 0      |
| 2     | Jaroslaw Wynokur     | 2    | 0      | 0      |
| 3     | Bohdan Rybalko       | 1    | 2      | 0      |
| 4     | Jaroslaw Tarnowezkyj | 1    | 1      | 1      |
| 5     | Pawlo Radionow       | 1    | 0      | 1      |
| 6     | Oleksandr Dychan     | 1    | 0      | 0      |
| 6     | Oleksandr Istomin    | 1    | 0      | 0      |
| 6     | Mychajlo Larkow      | 1    | 0      | 0      |
| 6     | Jurij Smyrnow        | 1    | 0      | 0      |
| 6     | Jewhen Talow         | 1    | 0      | 0      |
| 6     | Stanislaw Tymtschij  | 1    | 0      | 0      |

## Damenturnier

### Die Turniere im Überblick
| Jahr | Ukrainische Meisterin                                      | Ergebnis                                                   | Finalistin                                                 | Halbfinalistinnen 2                                        |
| ---- | ---------------------------------------------------------- | ---------------------------------------------------------- | ---------------------------------------------------------- | ---------------------------------------------------------- |
| 2009 | Sarjana Prytuljuk                                          | 5:1                                                        | Ward Arsumanjan                                            | Marija Pudowkina                                           |
| 2009 | Sarjana Prytuljuk                                          | 5:1                                                        | Ward Arsumanjan                                            | Wiktorija Sereda                                           |
| 2010 | Aljona Afanassjewa                                         | 5:1                                                        | Marija Pudowkina                                           | Wiktorija Iwanowa                                          |
| 2010 | Aljona Afanassjewa                                         | 5:1                                                        | Marija Pudowkina                                           | Natalija Talowa                                            |
| 2011 | Anna Kljestowa                                             | 4:1                                                        | Oksana Podkalenko                                          | Wiktorija Iwanowa                                          |
| 2011 | Anna Kljestowa                                             | 4:1                                                        | Oksana Podkalenko                                          | Natalija Kossjak                                           |
| 2012 | Natalija Kossjak                                           | 4:0                                                        | Marija Pudowkina                                           | Wlada Kosterina                                            |
| 2012 | Natalija Kossjak                                           | 4:0                                                        | Marija Pudowkina                                           | Oleksandra Chomitschewa                                    |
| 2013 | Anna Kljestowa                                             | 5:2                                                        | Wiktorija Iwanowa                                          | Marija Pudowkina                                           |
| 2013 | Anna Kljestowa                                             | 5:2                                                        | Wiktorija Iwanowa                                          | Olessja Byla                                               |
| 2014 | nicht ausgetragen                                          | nicht ausgetragen                                          | nicht ausgetragen                                          | nicht ausgetragen                                          |
| 2015 | Anastassija Kowalenko                                      | 4:1                                                        | Marija Pudowkina                                           | Wlada Kudizka                                              |
| 2015 | Anastassija Kowalenko                                      | 4:1                                                        | Marija Pudowkina                                           | Sarjana Prytuljuk                                          |
| 2016 | Marija Pudowkina                                           | 4:2                                                        | Polina Kusnytschenko                                       | Anastassija Klykowa                                        |
| 2016 | Marija Pudowkina                                           | 4:2                                                        | Polina Kusnytschenko                                       | Anastassija Kowalenko                                      |
| 2017 | Anastassija Kowalenko                                      | 5:2                                                        | Sarjana Prytuljuk                                          | Anna Herassymowa                                           |
| 2017 | Anastassija Kowalenko                                      | 5:2                                                        | Sarjana Prytuljuk                                          | Marija Pudowkina                                           |
| 2018 | Oksana Krasko                                              | 5:4                                                        | Anna Kljestowa                                             | Sarjana Prytuljuk                                          |
| 2018 | Oksana Krasko                                              | 5:4                                                        | Anna Kljestowa                                             | Anastassija Klykowa                                        |
| 2019 | Anastassija Kowalenko                                      | 4:1                                                        | Marija Pudowkina                                           | Anna Kljestowa                                             |
| 2019 | Anastassija Kowalenko                                      | 4:1                                                        | Marija Pudowkina                                           | Sarjana Prytuljuk                                          |
| 2020 | nicht ausgetragen                                          | nicht ausgetragen                                          | nicht ausgetragen                                          | nicht ausgetragen                                          |
| 2021 | Anna Kljestowa                                             | 4:3                                                        | Marija Pudowkina                                           | Ljubow Schyhajlowa                                         |
| 2021 | Anna Kljestowa                                             | 4:3                                                        | Marija Pudowkina                                           | Jana Wassylowa                                             |
| 2022 | abgesagt aufgrund des russischen Überfalls auf die Ukraine | abgesagt aufgrund des russischen Überfalls auf die Ukraine | abgesagt aufgrund des russischen Überfalls auf die Ukraine | abgesagt aufgrund des russischen Überfalls auf die Ukraine |
| 2024 | Jana Wassylowa                                             | 4:2                                                        | Julija Malachowa                                           | Stefanija Zerkownyk                                        |
| 2024 | Jana Wassylowa                                             | 4:2                                                        | Julija Malachowa                                           | Marija Skotschuk                                           |

### Rangliste
| Platz | Spieler               | Gold | Silber | Bronze |
| ----- | --------------------- | ---- | ------ | ------ |
| 1     | Anna Kljestowa        | 3    | 1      | 1      |
| 2     | Anastassija Kowalenko | 3    | 0      | 1      |
| 3     | Marija Pudowkina      | 1    | 5      | 3      |
| 4     | Sarjana Prytuljuk     | 1    | 1      | 3      |
| 5     | Natalija Kossjak      | 1    | 0      | 1      |
| 5     | Jana Wassylowa        | 1    | 0      | 1      |
| 7     | Aljona Afanassjewa    | 1    | 0      | 0      |
| 7     | Oksana Krasko         | 1    | 0      | 0      |